# دهستان چهوخور
دهستان چهوخور (به لاتین: Chhoekhor Gewog) یک دهستان در کشور بوتان است که در ناحیهٔ بومتهنگ واقع شده‌است.